# 90210
《90210》은 미국의 십대 드라마로, The CW에서 2008년 9월 2일부터 2013년 5월 13일까지 방영되었다.

## 출연
- 셔네이 그라임스 - 애니 윌슨 역
- 트리스탄 와일즈 - 딕슨 윌슨 역
- 애나린 매코드 - 나오미 클라크 역
- 제시카 스트로프 - 에린 실버 역
- 마이클 스테거 - 나비드 시라지 역
- 제시카 론디스 - 애드리애나 테이트덩컨
- 맷 랜터 - 리엄 코트
- 롭 에스테스 - 해리 윌슨
- 라이언 이골드 - 라이언 매슈스
- 로리 로플린 - 데비 윌슨
- 제시카 월터 - 태비사 윌슨
- 더스틴 밀리건 - 이선 워드
- 트레버 도너번 - 테디 몽고메리
- 질리언 진저 - 아이비 설리번